# Герб Ламегу
Ге́рб Ламе́гу — офіційний символ міста Ламегу, Португалія. Використовується як територіальний герб. У червоному щиті срібний замок із трьома баштами, червоними вікнами і брамою, який стоїть на натурального кольору. Обабіч нього два зелені дерева із золотими плодами. У главі щита розташований срібний щиток із синім хрестом. По боках від нього срібний півмісяць праворуч, обернений рогами до центру, і срібна п'ятипроменева зірка ліворуч. Щит увінчує срібна мурована міська корона з п'ятьма вежами.  Під щитом біла стрічка, на якій великими літерами напис португальською: «cidade de Lamego» (місто Ламегу).  Офіційно затверджений 5 травня 1936 року.  

## Галерея

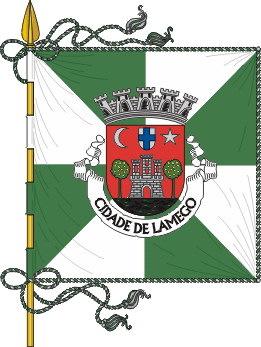
Прапор
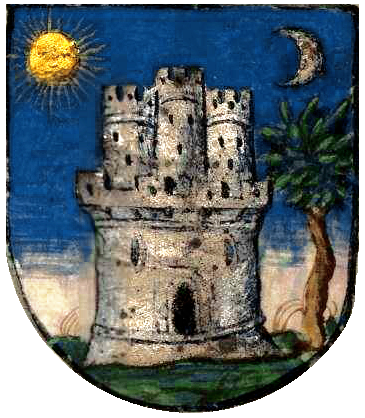
Thesouro de Nobreza